# Trojan (automobil)

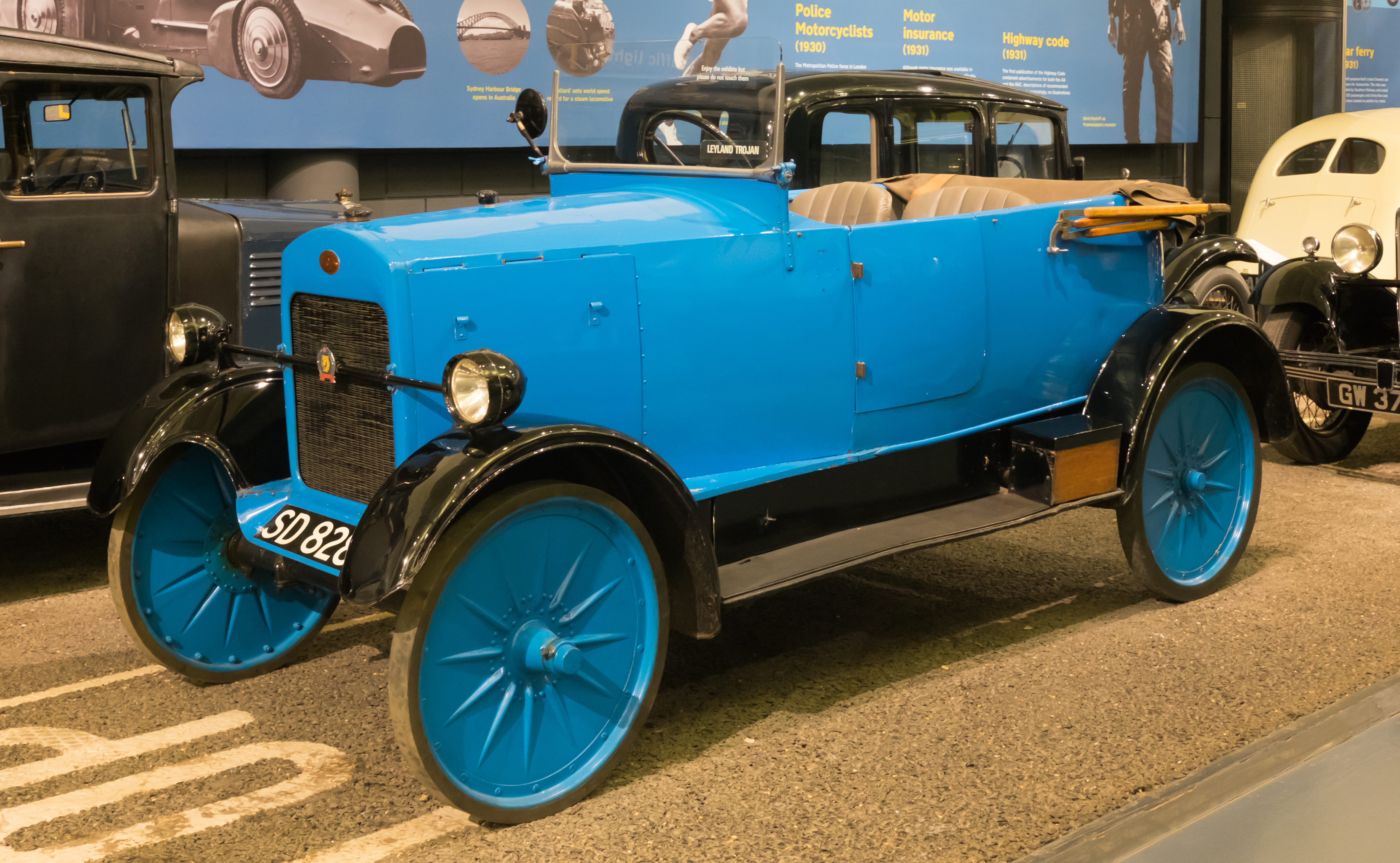
Trojan, 1924

Trojan byl britský výrobce automobilů vyrábějící v letech 1914–1965 lehké automobily a na krátkou dobu také lehká užitková vozidla.

## Historie
Společnost založil inženýr Leslie Hayward Hounsfield (1877–1957), který začal podnikat v malé dílně s názvem Polygon Engineering Works v Claphamu v jižním Londýně. Dostal nápad vyrobit jednoduché, ekonomické auto, které by bylo snadné řídit a konstrukční práce zahájil v roce 1910.
V roce 1913 byl dokončen prototyp. Měl dvoudobý motor se čtyřmi válci uspořádanými do dvojic a každý pár měl společnou spalovací komoru – zdvojenou verzi toho, co by se později nazývalo „split-single“ motor. Písty v každém páru poháněly klikovou hřídel, ke které byly připojeny ojnicí ve tvaru písmene V. Aby toto uspořádání fungovalo, bylo nutné, aby se ojnice mírně ohýbala, což bylo zcela v rozporu s běžnou praxí. Tvrdilo se, že každý motor měl pouze sedm pohyblivých částí, čtyři písty, dvě ojnice a klikovou hřídel. To bylo spojeno s dvourychlostní epicyklickou převodovkou, aby se zjednodušilo řazení a řetězem k zadním kolům. Byly použity pevné pneumatiky, i když už v tehdejší době byly pro použití v automobilu zastaralé, lépe se však bránilo defektům. Velmi dlouhé pružiny poskytovaly při jízdě pohodlí.
Válka vypukla ještě před zahájením výroby, od roku 1914 do roku 1918, společnost Trojan Ltd, která se stala společností v roce 1914, vyráběla výrobní nástroje a měřidla. V roce 1920 byla vyrobena první série šesti automobilů v Croydonu a finální produkční verze byla uvedena na autosalonu v Londýně v roce 1922. Bylo dosaženo dohody s Leyland Motors o výrobě automobilů v jejich továrně Kingston upon Thames, kde probíhaly práce na rekonstrukci bývalých válečných nákladních vozidel Royal Air Force. Toto uspořádání pokračovalo až do roku 1928, kdy Leyland chtěl výrobní prostor pro výrobu nákladních vozidel. Během téměř sedmi let dohody bylo vyrobeno 11 000 automobilů a 6700 dodávek.

## Galerie

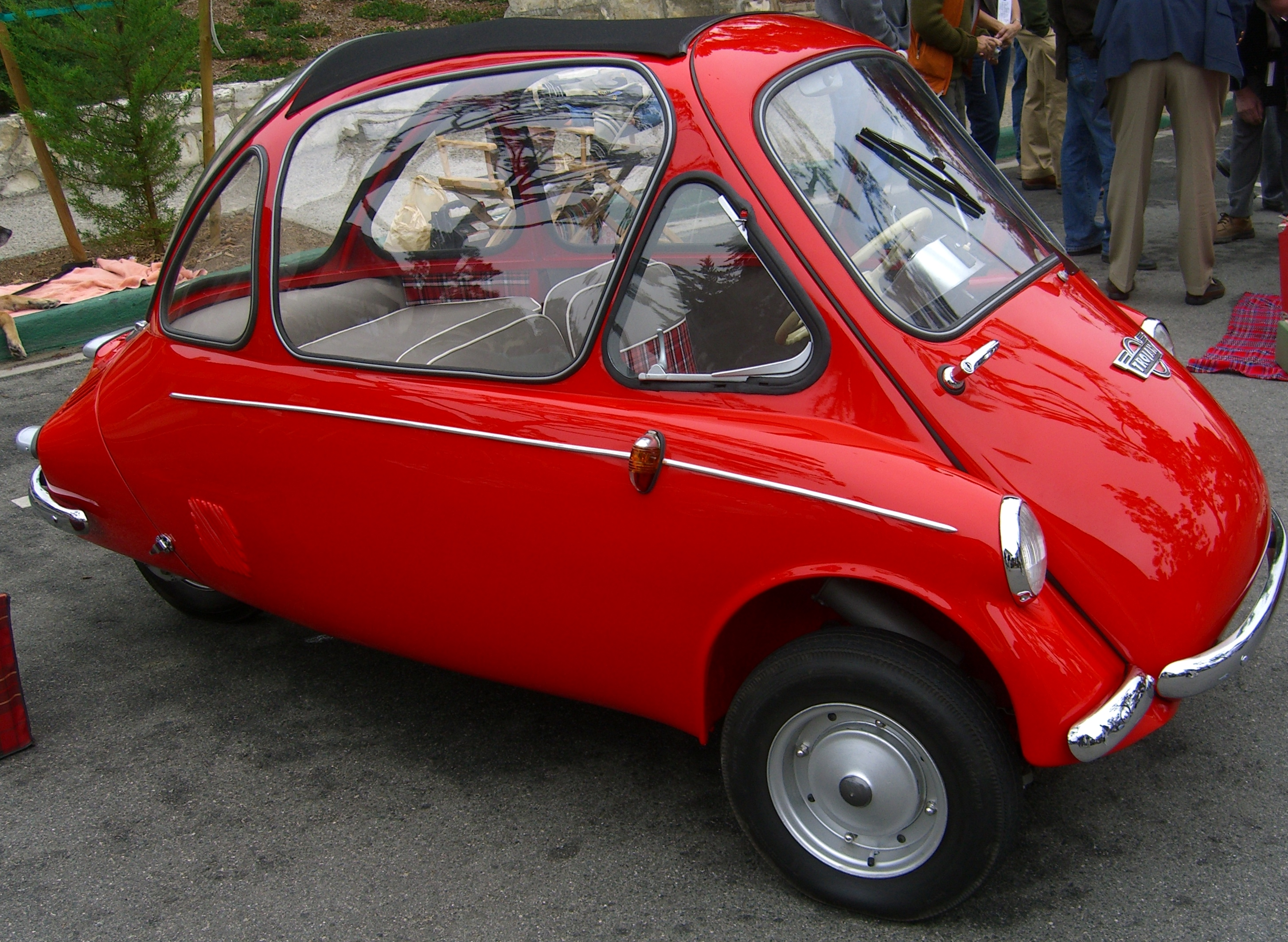
1963 Trojan 200
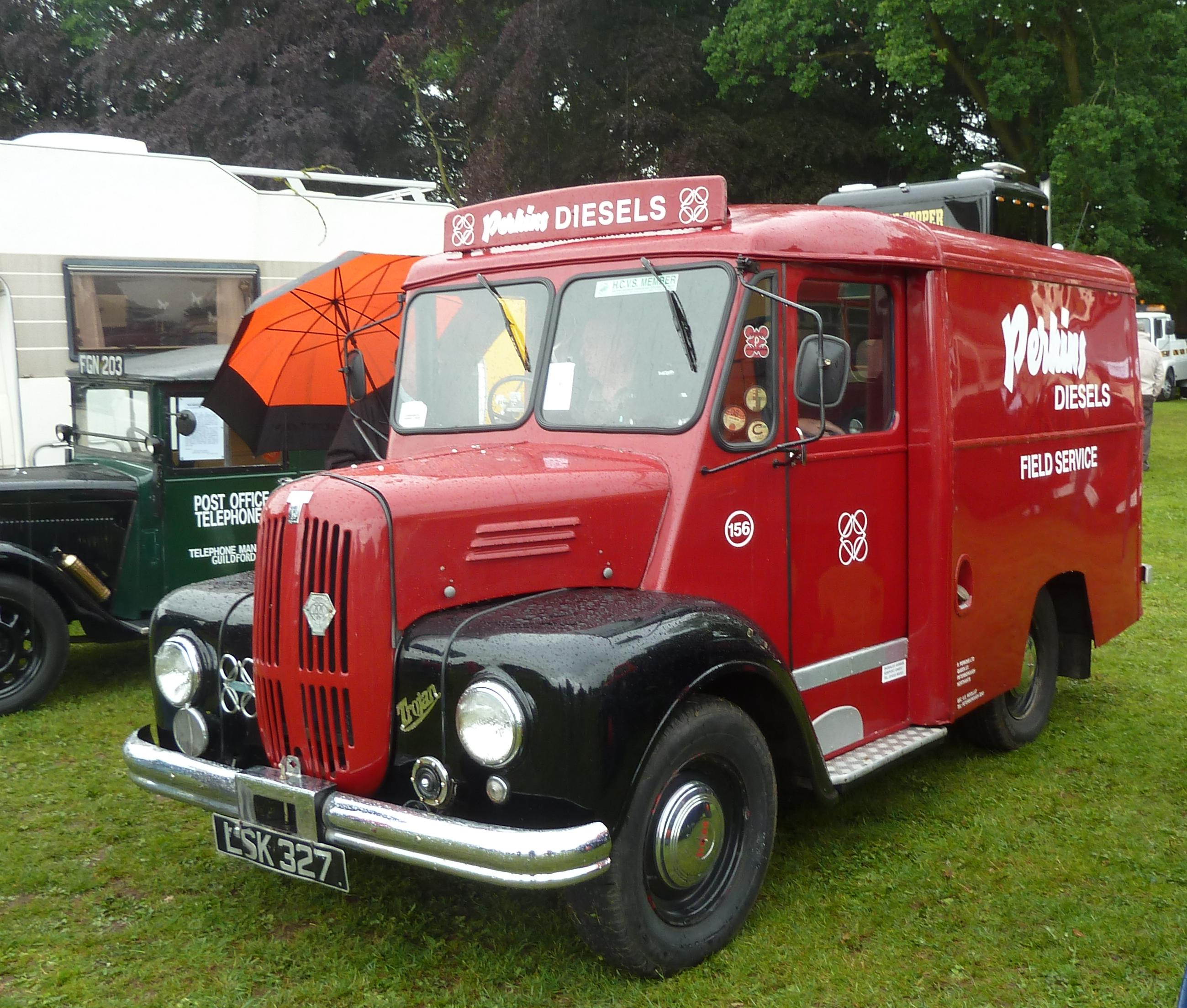
1950–1960 dieselová dodávka, kterou řídil sám Perkins
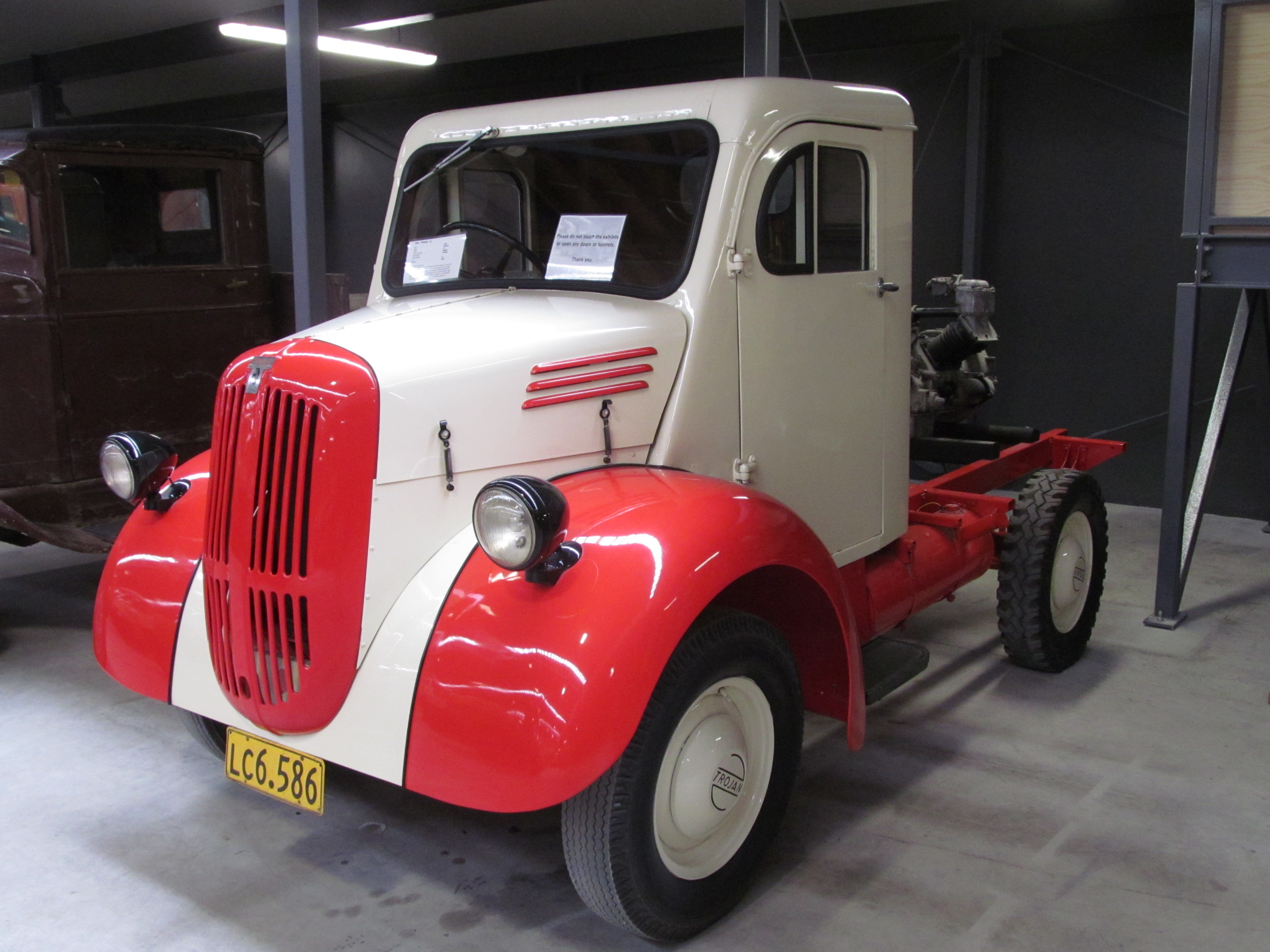
1953 Trojan 15
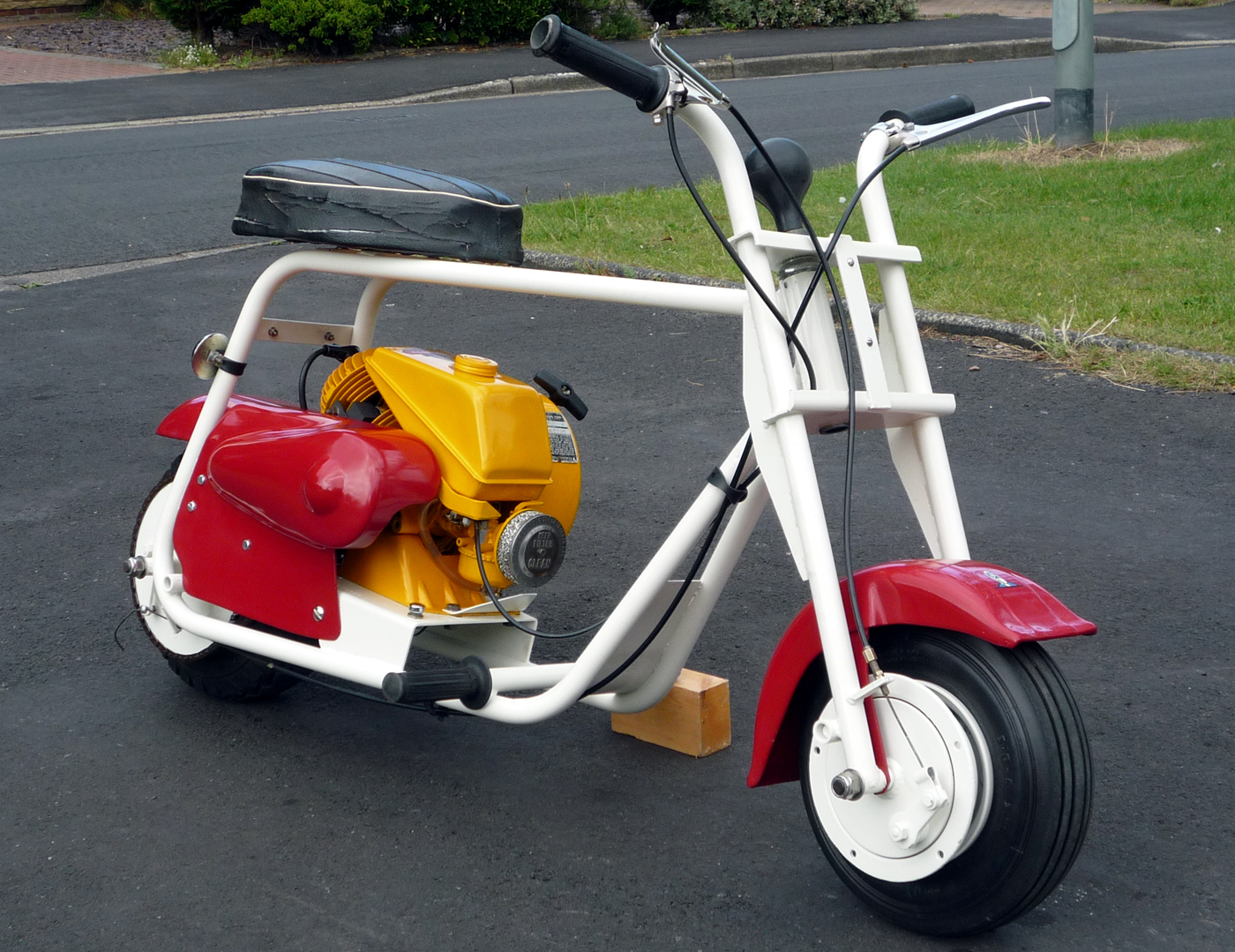
1961 Trojan Trobike